# UFC Fight Night: Anderson vs. Błachowicz 2
UFC Fight Night: Anderson vs. Błachowicz 2 (também conhecido como UFC Fight Night 167 e UFC on ESPN+ 25) foi um evento de MMA produzido pelo Ultimate Fighting Championship no dia 15 de fevereiro de 2020, no Santa Ana Star Center, em Rio Rancho, Novo México.

## Background
O evento foi o primeiro disputado em Rio Rancho.
A revanche nos meio-pesados entre o vencedor do The Ultimate Fighter: Team Edgar vs. Team Penn Corey Anderson e o ex-campeão do KSW Jan Błachowicz serviu de luta principal da noite. O primeiro duelo entre eles aconteceu em setembro de 2015 no UFC 191, onde Anderson venceu por decisão unânime.
Ramazan Emeev era esperado para enfrentar Tim Means no evento. Entretanto, Emeev foi removido do card em janeiro por razões desconhecidas e foi substituído pelo estreante Daniel Rodriguez.
O duelo nos meio-pesados entre Gadzhimurad Antigulov e Devin Clark estava agendado para o evento. Porém, Antigulov saiu do card por razões desconhecidas e foi substituído por Dequan Townsend.
O combate nos galos feminino entre a ex-campeã dos moscas feminino Nicco Montaño e Macy Chiasson estava programado para o evento. No entanto, Montaño foi forçada a sair do card na semana do evento e foi substituída pela estreante Shanna Young.
Nas pesagens, o ex-desafiante dos moscas Ray Borg falhou ao bater o peso, ficando com 128 libras (58,0 kg), duas libras acima do limite da categoria dos moscas em duelo que não vale o cinturão de 126 libras (57,1 kg). Ele perdeu 30% da bolsa que foram para o seu adversário Rogério Bontorin.

## Bônus da Noite
Os lutadores receberam $50.000 de bônus:
- Luta da Noite:  Scott Holtzman vs.  Jim Miller
- Performance da Noite:  Jan Błachowicz e  Daniel Rodriguez